# Hemibarbus longirostris
Hemibarbus longirostris е вид лъчеперка от семейство Шаранови (Cyprinidae). Видът не е застрашен от изчезване.

## Разпространение и местообитание
Разпространен е в Китай (Анхуей, Гуандун, Гуанси, Гуейджоу, Джъдзян, Дзилин, Дзянси, Ляонин, Фудзиен, Хубей, Хунан, Хъйлундзян и Шанхай), Провинции в КНР, Северна Корея, Тайван, Южна Корея и Япония.
Обитава сладководни басейни и реки.

## Описание
На дължина достигат до 20 cm.